# Autostrada A18 (Polonia)
L'autostrada A18 è un'autostrada polacca che attraversa il paese da ovest a est, da Olszyna (confine tedesco) a Krzyżowa, dove si immette nella A4. Fa parte della strada europea E36.